# 馬林斯克 (烏克蘭)
51°5′41″N 26°32′54″E / 51.09472°N 26.54833°E

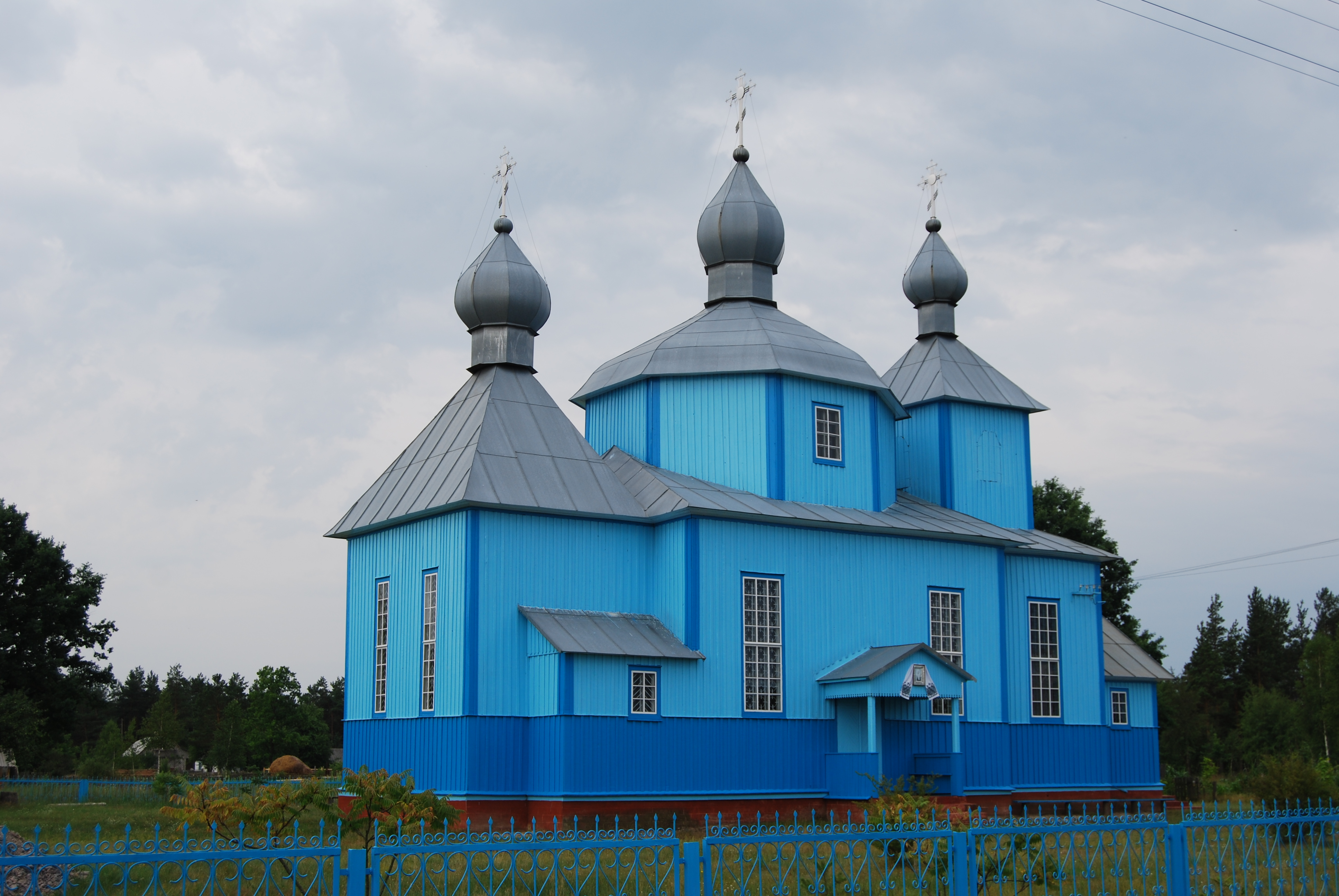
教堂

馬林斯克（烏克蘭語：Малинськ），是烏克蘭西北部羅夫諾州羅夫諾區马林斯克市镇内的村落及其行政中心。始建於1907年，面積1.62平方公里，海拔高度172米，人口1,800，人口密度每平方公里1,049.4人。